# Поликарпов-Орлов, Фёдор Поликарпович

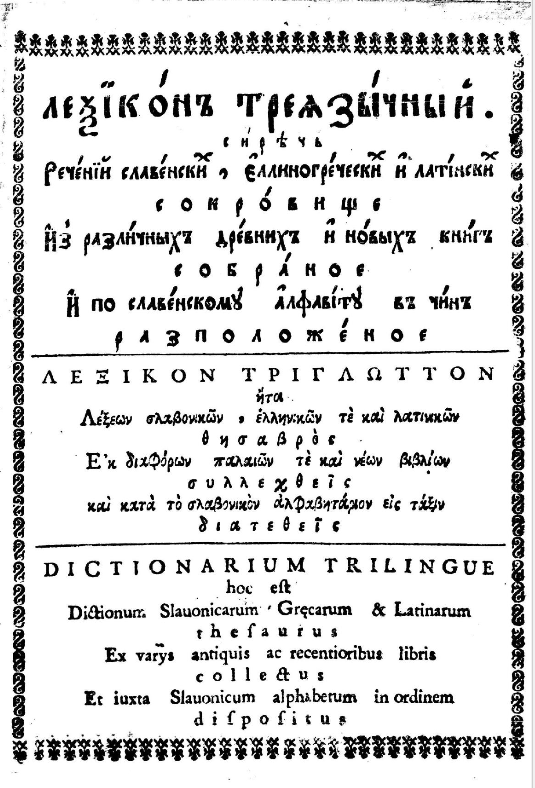
«Лексикон треязычный, сиречь речений славенских, еллиногреческих и латинских сокровище». декабрь 1704 год. Москва. Царская типография

Фёдор Полика́рпович Орло́в или Полика́рпов сын Орлов (ок. 1670, Москва ‒ 12 (23) января 1731, Москва) — русский писатель, переводчик, издатель, лексикограф, автор одного из главных русских словарей первой пол. XVIII в. — «Лексикона треязычного».

## Биография
Ф. Поликарпов был выходцем из служилого сословия — в своём «Историческом известии о Московской академии» называет «простыми» себя и своих товарищей, с которыми он начал обучение в Типографском училище, открытом не ранее 1681 года; в училище обучался греческому и славянскому чтению и письму . Из типографской школы вместе с шестью другими лучшими учениками в 1685 году перешёл во вновь созданную Славяно-греко-латинскую академию, где в течение почти девяти лет освоил грамматику и поэтику на греческом языке, риторику, диалектику, логику и физику на греческом и латыни. Однако полного курса не прослушал: философии и богословия он не изучал, так как в 1694 году преподаватели братья Лихуды были отстранены от должности. Продолжить преподавание в академии было возложено на её учеников Поликарпова-Орлова и Николая Семёнова-Головина; Поликарпов преподавал только на греческом языке грамматику, риторику и пиитику. В 1698 году он был переведён в справщики (редакторы) московского Печатного двора.
В конце 1701 года местоблюстителем патриаршего престола Стефаном Яворским Поликарпову был объявлен указ Петра I от 15-го ноября, по которому он назначался начальником «Приказа книг Печатного Двора» на место Кариона Истомина.
По званию справщика, Поликарпов должен был исправлять и проверять подлежащие печатанию книги и переводить предполагаемые к изданию, а по званию начальника печатного двора — заведовать служащими и рабочими, покупать материалы, составлять ведомости о доходах и т. п. В обоих качествах он являлся примерным тружеником на пользу книжного просвещения, энергичным исполнителем воли Петра Великого и горячим защитником интересов печати. Он обладал значительными богословским и церковно-историческими сведениями: его как специалиста приглашали для разбора тетрадей Тверитинова; особое уважение ему оказывал и Димитрий Ростовский, присылавший Поликарпову на рассмотрение свои труды и пользовавшийся его советами и замечаниями.
В 1721 году были вскрыт ряд злоупотреблений, допущенных в Московской типографии; 9 мая 1722 года Поликарпов был отдан под следствие, 16 ноября 1722 года отрешён от должности, имущество его опечатано. Следствие выяснило его виновность во взяточничестве. Два года Поликарпов усердно вымаливал себе прощение и, наконец, 29 апреля 1724 года был помилован. Ещё ранее, Указом Синода, 18 января 1723 года он был определён учителем Славяно-греко-латинской академии.
15 мая 1726 года Поликарпов был вновь назначен директором Синодальной типографии и пробыл в этой должности до своей смерти.

## Труды

### Оригинальные сочинения
Из многочисленных трудов Поликарпова наиболее известны:
- «Алфавитарь рекше букварь, словенскими, греческими, римскими письмены учатися хотящим, и любомудрие в пользу душеспасительную обрести тщащимся» (М., 1701);
- «Лексикон треязычный, сиречь речений славянских, эллино-греческих и латинских сокровище» (декабрь 1704), в составлении которого принимали также участие Стефан Яворский и братья Лихуды и которым пользовались до 1770-х годов;
- «Историческое известие о московской академии», напечатанное вместе с дополнениями смоленского епископа Гедеона (Вишневского) в XVI томе «Древней Российской Вивлиофики»;
- «История о владении российских великих князей…» (от Василия III и до Петра I), составленная в 1708—1715 гг. по приказанию Петра Великого, но не понравившаяся ему и потому не опубликованная (до сих пор);
- Лексикон вокабулам новым по алфавиту[англ.], прилагавшийся к оному историческому труду и ставший первым крупным словарём иностранных слов новой России, но опубликованный лишь в XX веке;
- «Славянская грамматика» (1721), представляющая переделку грамматики Мелетия Смотрицкого и изданная по приказанию Петра Великого, за которой в течение четырёх лет последовала рукописная грамматика собственного сочинения, напечатанная лишь в 2000 году.

В «Алфавитаре…» 1701 года многое было заимствовано Поликарповым из более ранних букварей. Одним из таких заимствований были картинки с нравоучительными подписями. На одной из таких картинок изображена классная комната и двое учителей: перед одним из них — школьник, стоящий на коленях, перед другим — школьник, кланяющийся в ноги; на полке в классе лежат книги и две плетки; изображение сопровождает подпись:

Хвалите Бога человѣку всяку:

долгъ учитися письменъ словесъ знаку.

Ученіемъ бо благо разумѣетъ,

въ царство небесно со святыми успѣетъ.

Тѣмъ же, юніи, въ трудѣ семъ бывайте,

временъ и часовъ въ гульбѣ не теряйте.

Ф. П. Поликарпов писал и силлабические вирши — например «Приветство стихотворное патриарху Адриану на Рождество Христово» (1694). См. С. Смирнов «История Московской духовной академии»; Н. Тихонравов «Московские вольнодумцы XVIII века и Стефан Яворский» («Русский вестник», 1870, № 9 и 1871, № 6); «Русский Архив» (1868); «Описание документов и дел, хранящихся в архиве Святейшего правительствующего Синода» (тома I—VIII дают богатый материал для изображения жизни и деятельности Поликарпова).

### Переводы
Ф. Поликарпову принадлежит множество переводов. Первый опыт относится к 1687 году, когда он совместно с воспитанниками академии Николаем Семёновым и Алексеем Кирилловым перевёл с греческого полемическое сочинение своих наставников братьев Лихудов «Акос или Врачевание противополагаемое ядовитым угрызением змиевым». В дальнейшем он переводил и другие труды Лихудов («Мечец духовный»), поучения Ефрема Сирина (изд. в 1701 г.), сочинение императора Льва VI «Книга хитрости руководство воином в ратоборство» (1697 г.), пособие «География генеральная» Б. Варениуса (1718 г.) и др. Вместе с Софронием Лихудом, Феофилактом Лопатинским и другими Поликарпов принимал участие в переводе Библии, предпринятом в 1710-х гг.